# Miesięcznik Połocki
Miesięcznik Połocki – pismo wydawane przez Akademię Połocką. Periodyk naukowo-informacyjny.
W 1818 roku wyszedł tom od 1. do 3. W roku 1819, na skutek trudności ze skompletowaniem redakcji, Miesięcznik Połocki nie wychodził. W ostatnim roku istnienia uczelni, 1820, wyszedł ostatni, 4. tom periodyku. Redaktorami byli profesorowie Akademii Połockiej:  Wincenty Buczyński, Jakub Condrau, Ignacy Iwicki, Jan Roothaan i Józafat Zaleski. Naukowy periodyk miał następujące  działy: literatura i nauki wyzwolone, moralno filozoficzny, fizyko matematyczny, historyczny, krytyki publikacji naukowych oraz wiadomości literackich. 
Na łamach Miesięcznika Połockiego opublikowano liczne poważne rozprawy z zakresu literatury, historii, filozofii, teologii, prawa, ekonomii, oraz  tłumaczenia z literatury obcej. Publikowano także poezję. 